# Krombach (Bavière)
Pour les articles homonymes, voir Krombach.
Krombach est une commune allemande de Bavière, située dans l'arrondissement d'Aschaffenbourg et le district de Basse-Franconie.

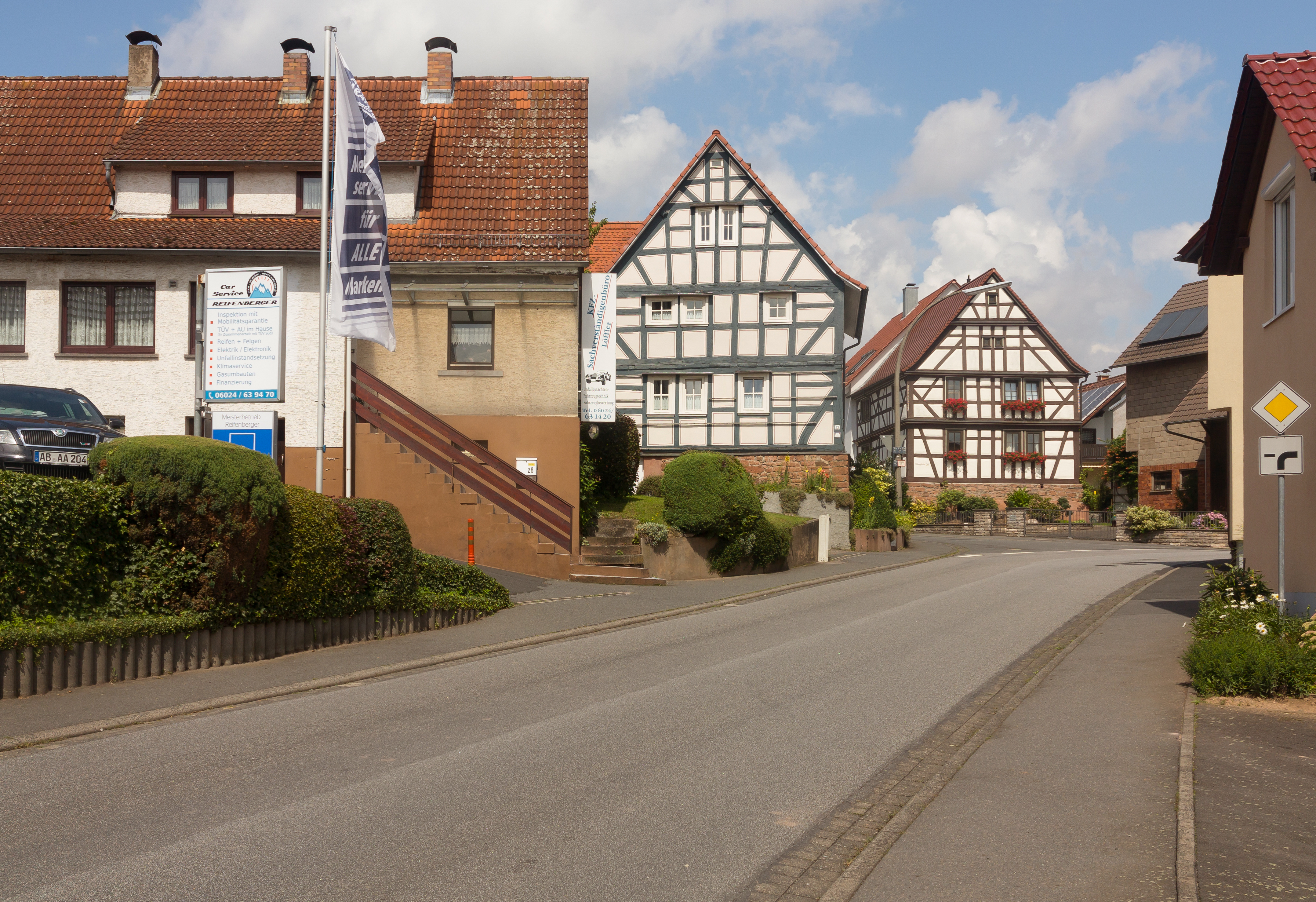
Vue dans la rue: die Hauptstrasse

## Géographie

Situation de Krombach (en rouge) dans la communauté administrative (en violet) et dans l'arrondissement d'Aschaffenbourg

Krombach est située dans le massif du Spessart, à 19 km à l'est d'Aschaffenbourg. Elle fait partie de la communauté d'administration de Schöllkrippen et est composée de deux villages (population en 2009) :
- Krombach (2 044)
- Oberschur (177).

Communes limitrophes (en commençant par le nord et dans le sens des aiguilles d'une montre) : Geiselbach, Schöllkrippen, Blankenbach et Mömbris.

## Histoire
Krombach a appartenu aux domaines de l'Électorat de Mayence et a donc rejoint le royaume de Bavière en 1814 avant d'obtenir le statut de commune en 1818 et d'être incorporée à l'arrondissement d'Alzenau jusqu'à la disparition de ce dernier en 1972.

## Démographie
| 1910 | 1933  | 1939  | 1970  | 1987  | 2000  | 2003  | 2009  |
| ---- | ----- | ----- | ----- | ----- | ----- | ----- | ----- |
| 987  | 1 213 | 1 234 | 1 501 | 1 772 | 2 178 | 2 174 | 2 168 |

## Jumelage
Krombach est jumelée avec :
 Soliers (France) depuis 1996 dans le Calvados en Basse-Normandie